# باشگاه فوتبال آدمیرا واکر مودلینگ
وی‌اف‌بی آدمیرا واکر مودلینگ (به آلمانی: VfB Admira Wacker Mödling) یک باشگاه فوتبال اتریشی بود که در شهر مودلینگ قرار داشت. این باشگاه از سال ۱۳۸۳ تا ۱۳۸۶ متعلق به یک ایرانی به نام مجید پیشیار بود.

## تاریخچه

### دوران ایرانیان (۲۰۰۷–۲۰۰۴)
آدمیرا واکر در سال ۲۰۰۴ توسط یک ایرانی به نام مجید پیشیار خریده‌شد. او حشمت مهاجرانی را به عنوان مدیر فنی و خشایار محسنی را به عنوان مدیر باشگاه منصوب کرد. آنان ۳ ایرانی به نام‌های مهدی پاشازاده، جواد رزاقی و خداداد عزیزی را خریدند. علی دایی، دیگر بازیکن مدنظر درخواست این باشگاه را رد کرد. از دست دادن بازیکنان اصلی تیم و جایگزین کردن آنان با بازیکنان ایرانی، هواداران آدمیرا واکر را ناراضی کرد. در پایان فصل، این تیم به دسته پائین‌تر سقوط کرد و سال بعد ایرانیان از آن رفتند.

## بازیکنان ایرانی

### بازیکنان پیشین
- علی لطیفی[۷]
- مهدی پاشازاده[۲]
- خداداد عزیزی[۲]
- جواد رزاقی[۲]
- مهرداد محمدی تازه کند
- محسن فرجی[۸]
- میروسلاو هیل (از عقاب)[۹]